# Bahnstrecke Prešnica–Koper
| |                      |                            |                            |
| Streckennummer: | 62                   |                            |                            |
| Streckenlänge: | 31,5 km              |                            |                            |
| Spurweite: | 1435 mm (Normalspur) |                            |                            |
| Stromsystem: | 3 kV =               |                            |                            |
| Maximale Neigung: | 25 ‰                 |                            |                            |
| |                      |                            |                            |
| \| \| \| von Divača \| \| \| \| 0,0 \| Prešnica cepišče \| Prešnica cepišče \| \| \| \| nach Pula \| \| \| \| 05,5 \| Črnotiče \| 387 m. i. J. \| \| \| 10,5 \| Zanigrad (261 m[1]) \| 270 m. i. J. \| \| \| 13,4 \| Dol (602 m) \| 550 m. i. J. \| \| \| 14,4 \| Hrastovlje \| 198 m. i. J. \| \| \| 19,5 \| Loka (100 m) \| Loka (100 m) \| \| \| 19,7 \| Rižana (66 m) \| Rižana (66 m) \| \| \| 21,4 \| Rižana \| 35 m. i. J. \| \| \| \| von Divača (Neubaustrecke) \| \| \| \| 28,0 \| Bivje cepišče \| Bivje cepišče \| \| \| \| \| \| \| \| 29,0 \| Koper tovorna Güterbahnhof \| 2 m. i. J. \| \| \| \| Hafen \| \| \| \| 31,5 \| Koper potniška \| 2 m. i. J. \| \| \| \| \| \| \| Quellen: [2][3] \| \| \| \| |                      |                            |                            |
| Strecke |                      | von Divača                 | von Divača                 |
| Blockstelle | 0,0                  | Prešnica cepišče           | Prešnica cepišče           |
| Abzweig geradeaus und nach links |                      | nach Pula                  | nach Pula                  |
| Bahnhof | 05,5                 | Črnotiče                   | 387 m. i. J.               |
| Tunnel | 10,5                 | Zanigrad (261 m)           | 270 m. i. J.               |
| Tunnel | 13,4                 | Dol (602 m)                | 550 m. i. J.               |
| Bahnhof | 14,4                 | Hrastovlje                 | 198 m. i. J.               |
| Tunnel | 19,5                 | Loka (100 m)               | Loka (100 m)               |
| Tunnel | 19,7                 | Rižana (66 m)              | Rižana (66 m)              |
| Dienststation / Betriebs- oder Güterbahnhof | 21,4                 | Rižana                     | 35 m. i. J.                |
| Abzweig geradeaus und ehemals von rechts |                      | von Divača (Neubaustrecke) | von Divača (Neubaustrecke) |
| Blockstelle | 28,0                 | Bivje cepišče              | Bivje cepišče              |
| Strecke von links · Abzweig geradeaus und nach rechts |                      |                            |                            |
| Dienststation / Betriebs- oder Güterbahnhof · Strecke | 29,0                 | Koper tovorna Güterbahnhof | 2 m. i. J.                 |
| Betriebs-/Güterbahnhof Streckenende · Strecke |                      | Hafen                      | Hafen                      |
| Kopfbahnhof Streckenende | 31,5                 | Koper potniška             | 2 m. i. J.                 |
| |                      |                            |                            |
| Quellen: |                      |                            |                            |

Die Bahnstrecke Prešnica–Koper ist eine Eisenbahnstrecke in Slowenien, die insbesondere den Hafen Koper an das Eisenbahnnetz des Landes anschließt. Sie zweigt bei Prešnica von der Bahnstrecke Divača–Pula ab und führt in Istrien nach Koper (Capodistria).
Bis 2030 soll die Strecke durch die vollständig neu trassierte Bahnstrecke Divača–Koper ersetzt werden. Eine touristische Nachnutzung als Bahntrassenradweg ist geplant.

## Geschichte
Unter österreichischer Herrschaft lag der Fokus auf dem Hafen Triest. Erst 1902 wurden Triest und Koper durch die schmalspurige Lokalbahn Triest–Parenzo verbunden. Der erste Schienenanschluss für Koper wurde aber schon 1935 wieder stillgelegt.
In Folge der Grenzziehung zwischen Italien und Jugoslawien nach dem Zweiten Weltkrieg kam der regional bedeutendste Hafen an der Adria, Triest, zu Italien, sein gesamtes Hinterland aber zu Jugoslawien. Dies veranlasste Jugoslawien, den benachbarten Hafen Koper, der im eigenen Land lag, auszubauen. Dessen Verkehrsaufkommen entwickelte sich erfreulich. Jugoslawien beschloss daher, Koper mit einer von der Bahnstrecke Divača–Pula ausgehenden Stichbahn an das Eisenbahnnetz anzubinden. Die Kosten für Planung und Bau übernahm die Betreibergesellschaft des Hafens von Koper. Baubeginn war 1964. Der erste Güterzug erreichte Koper am 16. November 1967, die offizielle Eröffnung fand am 2. Dezember 1967 in Anwesenheit des Staatspräsidenten Josip Broz Tito statt. Der Betrieb erfolgte zunächst mit Diesellokomotiven. Ab 1974 wurde die Strecke mit 3 kV Gleichspannung elektrifiziert, der elektrische Betrieb am 27. Dezember 1975 aufgenommen.

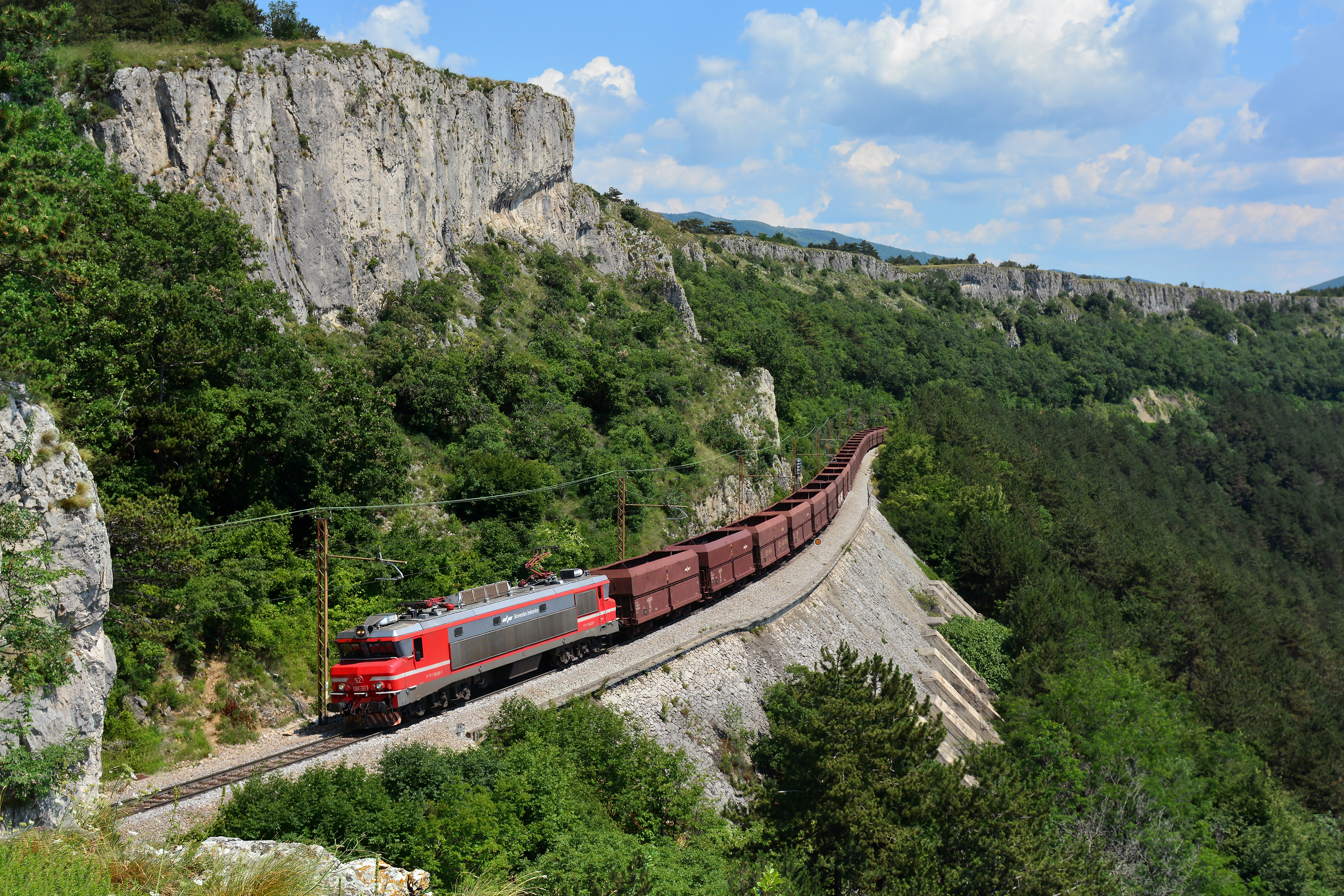
Güterzug zwischen den Bahnhöfen Črnotiče und Hrastovlje (2023)

Da die Strecke vorrangig für den Güterverkehr errichtet wurde, war der erste Personenbahnhof von Koper ein Provisorium: Im Güterbahnhof erhielt ein Gleis einen Bahnsteig. Reisende wurden von dort mit dem Bus in die Stadt gebracht. Erst 1979 erhielt Koper einen eigenen Personenbahnhof, Koper potniška, der näher am Stadtzentrum liegt.
Seit dem Zerfall Jugoslawiens liegt die Strecke in Slowenien und wird seitdem von der Slowenischen Eisenbahn (SŽ) betrieben. Koper ist seitdem der einzige Seehafen des Landes. Damit gewann die Strecke zusätzlich an Bedeutung. Infolge der großen Neigung, enger Gleisbögen und der Eingleisigkeit ist die Kapazität begrenzt. Im Jahr 2017 fuhren etwa 180 Güterzüge pro Woche die Strecke, darunter 16 Züge nach Graz und drei Kerosin-Züge zum Flughafen Wien-Schwechat. Im Jahr 2017 sollen etwa 24 Millionen Tonnen Güter über die Strecke transportiert worden sein.
Im Jahr 2017 begann der Bau einer neuen, zweigleisigen Strecke zwischen Divača und Koper, die mit nur noch 17 Promille Neigung einen deutlich günstigeren Gradienten hat. Eine Teilinbetriebnahme mit einem Gleis ist für 2026 vorgesehen. Alt- und Neubaustrecke sollen dann zunächst parallel im Richtungsbetrieb befahren werden. Nach Fertigstellung des zweiten Gleises der Neubautrasse, vorgesehen für 2030, soll die alte Strecke stillgelegt und abgebaut werden. Eine Nachnutzung als Bahntrassenradweg ist angedacht. Die Ausschreibung für den Bau des zweiten Gleises der Neubaustrecke erfolgte im Frühjahr 2025.
Am 25. Juni 2019 entgleiste im Dol-Tunnel ein Kesselwagen-Ganzzug mit Kerosin für den Flughafen München. Zwei der 18 Kesselwagen der Leasinggesellschaft GATX stießen gegen die Tunnelwand und wurden so erheblich beschädigt, dass etwa 16 m³ Kerosin ausliefen. 5000 Liter konnten aufgefangen werden, der Rest sickerte in den Boden. Dies war hinsichtlich des Grundwassers bedrohlich, da das Karstgebirge aus sehr porösem Kalkstein besteht. 160 m³ Ober- und Unterbaumaterial mussten ausgekoffert und ersetzt werden. Außerdem war der Oberbau auf einer Länge von 150–200 m beschädigt. Die SŽ bewältigten die Reparatur der hoch belasteten, eingleisigen Strecke innerhalb von vier Tagen. Etwa 200 Güterzüge waren in dieser Zeit blockiert.
Im Personenverkehr wurden im Fahrplan 2020 / 2021 sechs Zugpaare über die Strecke angeboten. Nicht alle verkehrten täglich.

## Streckenbeschreibung

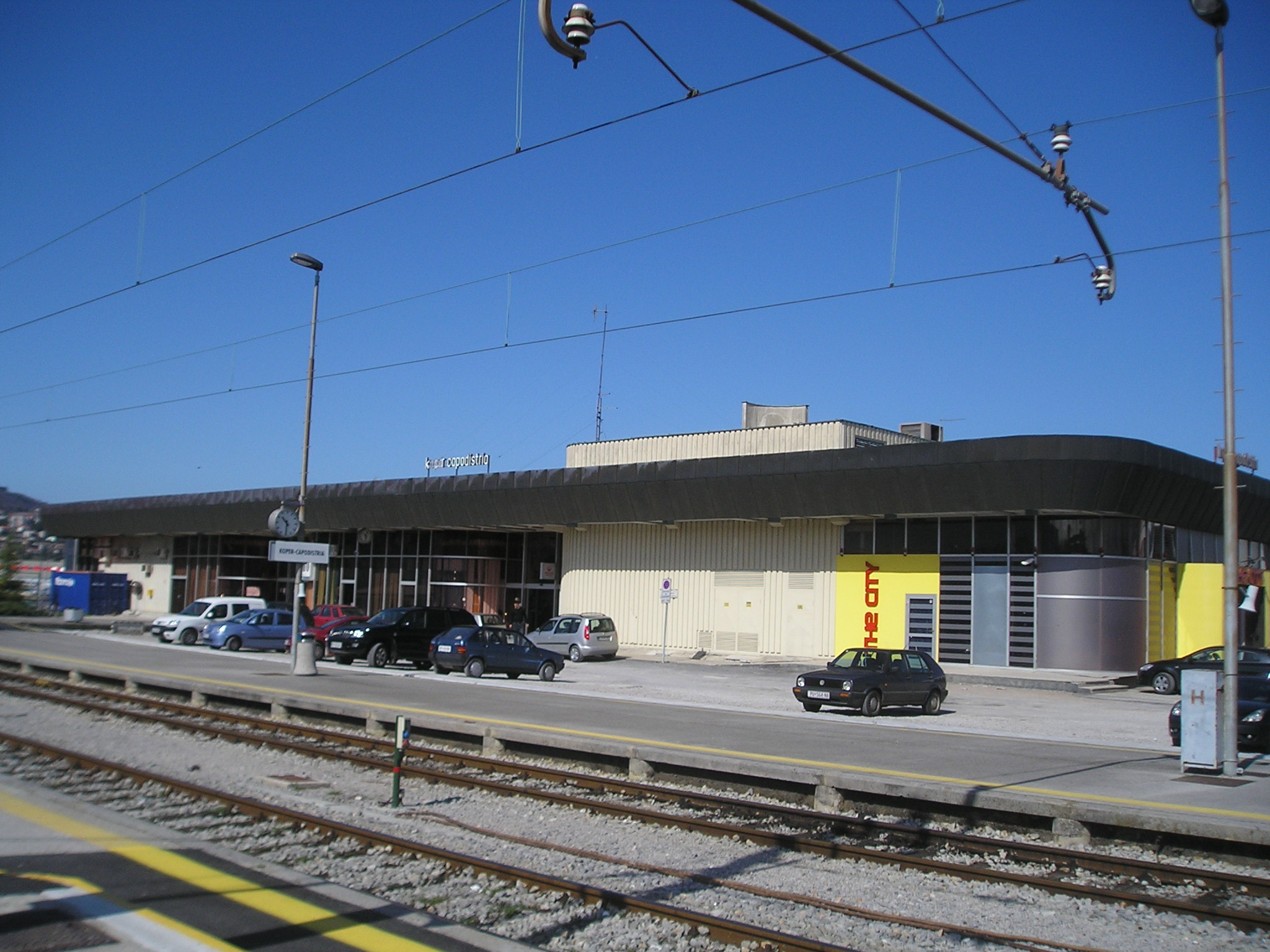
Bahnhof Koper Potniška (2010)

Die Bahnstrecke musste durch das Karst-Plateau im nördlichen Istrien geführt werden, was eine sehr anspruchsvolle Streckenführung zur Folge hat. Vier Tunnel, zwei Kehrschleifen von je ca. 180 Grad, Steigungen bis zu 26 ‰, mit denen knapp 500 Höhenmeter überwunden werden und enge Bögen, waren erforderlich. Die Elektrifizierung erfolgte mit 3000 Volt Gleichspannung. Die Strecke ist mit elektronischen Stellwerken des Typs THALES L90 5 ausgestattet, sie werden von der Verkehrsleitzentrale Postojna bedient. Die Kapazität der Strecke beträgt 94 Züge/Tag und 12,7 Mio. t Ladung im Jahr.

## Wissenswert
Die Stahlbrücke über das Erdrutschgebiet bei Podpeč wurde in Zweitverwendung eingebaut. Sie stammt von dem 1966 stillgelegten Abschnitt der Bahnstrecke Tarvisio–Ljubljana zwischen Tarvisio und Jesenice.